# Protestas por la muerte de Javier Ordóñez
Las protestas por la muerte de Javier Ordóñez fueron una serie de manifestaciones y disturbios que se presentaron en Colombia desde el 9 de septiembre hasta el 21 de septiembre de 2020, particularmente en Bogotá, las cuales se extendieron también a otras ciudades del país.
El detonante de estas manifestaciones fue el homicidio de Javier Ordóñez, acaecido el 8 de septiembre de 2020 en Bogotá, a manos de agentes de la Policía Nacional, lo cual fue registrado en videos caseros en los cuales se aprecia a dos patrulleros deteniendo violentamente a un ciudadano, ya reducido y sobre el suelo de la calle. Los agentes policiales días después fueron destituidos, alegándose que podrían alterar las pruebas de los hechos, ante un eventual proceso criminal. La circulación de tales videos, primero en redes sociales y luego en los principales medios de prensa del país, produjo reacciones de estupefacción o indignación en la ciudadanía, con el agravante de que en los meses previos, ya se habían presentando presuntos actos de brutalidad policial, los cuales habían alertado a la opinión pública nacional. Las manifestaciones, inicialmente se presentaron pacíficas, pero luego algunas derivaron en protestas violentas o vandálicas, más o menos organizadas, con disturbios, saqueos de comercios, robos a conductores y otros actos, como la destrucción de mobiliario urbano o propiedad pública, incendio de autobuses de transporte público, en especial del sistema masivo de transporte de Bogotá (Transmilenio)  e incluso, destrucción de decenas de estaciones de policía ubicadas en los barrios o Comandos de Atención Inmediata (CAI)
Medios nacionales e internacionales señalaron que estas protestas se dieron en un contexto que va más allá de este accionar policial. En este sentido, se señala la presencia de indicadores de malestar social e insatisfacción de la ciudadanía con el desempeño del gobierno de Iván Duque, así como demandas sociales que no han sido atendidas, como las que desataron las protestas de 2019 y comienzos de 2020, e incluso, se señala como motivo de inconformidad, el manejo que el gobierno había realizado de la pandemia por nuevo coronavirus y sus consecuencias. En este mismo orden de ideas, se destaca que la larga cuarentena obligatoria, que alcanzó una duración de 5 meses y 7 días, ha sido otro elemento de tensión social, con enormes costos económicos y sociales. La contención de las protestas de 2019-2020, por simple efecto del Covid-19, se reflejó en una desmovilización general, que tras el suceso policial se destrabó, motivándose nuevamente los ciudadanos a participar activamente en protestas y marchas, en algunos casos llegándose a la violencia callejera.
Como las manifestaciones tuvieron como objetivo los Comandos de Atención Inmediata (CAI), y algunas estaciones de policía algunas de las repuestas de la policía colombiana incluyeron la represión con armas de fuego, aumentando el saldo de civiles muertos, lo que una vez más fue registrado en video, suscitando dudas sobre los criterios y protocolos de los uniformados para manejar manifestaciones. La Alcaldía de Bogotá hizo público que se habían registrado ante dicha autoridad más de 167 denuncias.
Varios medios internacionales compararon estas protestas en Colombia, y las circunstancias que rodearon la muerte de Javier Ordóñez, con los hechos que originaron las protestas que se desataron tras la muerte de George Floyd en Minesota, EE. UU. originado en mayo del mismo año.

## Antecedentes

### Muerte de Javier Ordóñez
El 8 de septiembre de 2020, agentes de la Policía Nacional, en medio de un procedimiento policial, asesinaron brutalmente al abogado e ingeniero Javier Ordóñez en el Comando de Atención Inmediata (CAI) del barrio Villa Luz (Engativá), al occidente de Bogotá, causando indignación en sectores de la población civil, sectores políticos y organizaciones sociales, los cuales convocan manifestaciones pacíficas en respuesta a diversos casos de brutalidad policial que se han presentado en Colombia (desde la creación de los CAIs en 1987,) especialmente los ocurridos en el marco de la crisis social y económica producida por la Pandemia de enfermedad por coronavirus de 2020 en Colombia y el Paro nacional en Colombia de 2019.

## Protestas y disturbios
El 9 de septiembre de 2020, diversos sectores civiles y políticos, en Bogotá, convocaron manifestaciones pacíficas en respuesta al asesinato de Javier Ordóñez y a los múltiples casos de abuso policial que le precedieron. En relación con estos hechos, también se convocaron manifestaciones en ciudades capitales como Medellín, Barranquilla, Cali, Cúcuta entre otras. Estas manifestaciones pacíficas fueron acompañadas de hechos vandálicos que provocaron la respuesta de la Policía Nacional, cuestionada por, presuntamente, haber causado, en todo el país, lesiones y la muerte tanto de manifestantes como de transeúntes. Ha sido notable la presencia del Escuadrón Móvil Antidisturbios(ESMAD), unidad especial de la Dirección de Seguridad Ciudadana (DISEC) de la Policía Nacional de Colombia, por su participación en estos hechos violentos.
Con el avance de las horas la Policía Nacional abre fuego, causando la muerte a más de 13 personas en diferentes puntos de la ciudad y dejando más de 54 heridos con arma de fuego, además de 200 heridos debido a golpes con elementos contundentes, patadas y puños.
Al final de las jornadas se presentaron:

### 9 de septiembre
- 10 civiles muertos.[31]
- 52 CAI's vandalizados (22 incinerados): 49 en Bogotá, 3 en Soacha (Cundinamarca),[32] 1 en Cali (Valle del Cauca),[33] bloqueo de vías en Barranquilla (Atlántico),[34] apedreo en el Comando de la Policía Metropolitana de Medellín.[35]
- 77 vehículos afectados.
- 134 vehículos de TransMilenio vandalizados, de estos 14 fueron incendiados.[36]
- 8 motos afectadas y 9 vehículos institucionales averiados.

### 10 de septiembre
- Detención de personas defensoras de derechos humanos.[6]
- Por lo menos 11 civiles muertos desde el inicio de las protestas.[37]
- Protestas en Bogotá, Medellín, Cali, Manizales, Villavicencio, Bucaramanga, Barranquilla,[38] Santa Marta[39] y Cartagena.[40]
- Muerte de una mujer arrollada por un bus robado del SITP.[41]

### 11 de septiembre
- Algunos CAI's destrozados convertidos en Bibliotecas populares en Bogotá.[42] Hinchas de Millonarios ayudaron a la Policía Nacional a proteger el CAI del 20 de Julio en Bogotá.[43][44]
- El ministro de defensa anunció aumento de pie de fuerza 750 uniformados, más 850 que llegan de otras regiones del país, reforzados con 300 soldados de la Brigada 13.[45]
- Toque de queda y ley seca en Cundinamarca.[46]
- Protestas en Medellín[47][48] y en Pereira.[49]

### 12 de septiembre
- Atribución de responsabilidad a policías en el caso de Javier Ordóñez por abuso de autoridad y homicidio.[50]
- La Policía Nacional borro el mural en Memoria de Julieth Ramírez en el CAI de La Gaitana en Suba, (Bogotá), quien murió en las protestas del 9 de septiembre.[51]
- Rubén Blades y Residente expresaron solidaridad con las protestas en Colombia.[52]
- Protestas en CAI de San Diego (Bogotá) por presunta violación de 3 mujeres el 10 de septiembre.[53]
- Grupos de personas a favor de la Policía Nacional han pintado algunos CAI's.[54][55]

### 13 de septiembre
- Jornada de reconciliación convocada por Claudia López (acto ecuménico),[56] y jornada cultural,[57] que se realiza sin la presencia de Iván Duque,[58][59] terminando en disturbios.[60]
- Quinto día de protestas y marchas por la vida en ciudades colombianas y del exterior.[61]

### 14 de septiembre
- Se presentaron algunas protestas en Medellín que culminaron en disturbios,[62] a la vez que hubo una manifestación de apoyo a la Policía Nacional.[63] Se anunciaron investigaciones por presuntas infiltraciones en las manifestaciones de miembros de la guerrilla del ELN.[64]

### 15 de septiembre
- Convocatoria de Paro Nacional para el 21 de septiembre,[65] se preparan movilizaciones en las principales ciudades del país.[66][67][68]

### 16 de septiembre
- Velatón y cacerolazo nacional en las plazas, parques y espacios públicos del país como evento previo al paro nacional.[69]
- Iván Duque visitó CAI's de Bogotá vestido como policía como señal de respaldo a la institución.[70]

### 17 de septiembre
- La Fiscalía General de la Nación acusa de tortura y homicidio a la Policía Nacional por la muerte de Javier Ordóñez.[71]

### 18 de septiembre
- Detenidos supuestos financiadores de vandalismo en Bogotá entre ellos un funcionario público.[72]
- Investigaciones por vídeos de policías disparando armas en las protestas y disturbios.[73]

### 19 de septiembre
- Capturados los policías Harby Damián Rodríguez y Juan Camilo Lloreda por la muerte de Javier Ordóñez.[74][75]

### 21 de septiembre
- Jornada de protestas y movilizaciones en el marco del Paro Nacional, convocado por centrales obreras y organizaciones sociales en todo el país.[76][77]

### 22 de septiembre
- Fallo de la Corte Suprema sobre las protestas en Colombia de 2019-2020, que prohíbe el uso de la escopeta calibre 12 por el ESMAD, y obliga al Ministerio de defensa pedir disculpas públicas por los abusos de la Fuerza pública en las manifestaciones, además de garantías para la protesta social en el país.[78]

### 24 de septiembre
- Enviados a prisión 4 señalados de participar en las protestas y disturbios.[79]
- Asesinato de una mujer por un soldado del Ejército Nacional en una carretera del Cauca, se registran protestas en Cali, Medellín, Manizales, Popayán, entre otras.[80][81]

### Minga Indígena y popular
- El 10 de octubre partieron desde Santander de Quilichao más de 7 mil indígenas, campesinos y afrocolombianos con el objetivo de llegar a Bogotá, expresando en cada ciudad de la ruta su solidaridad con las protestas de Bogotá contra la violencia policial; en apoyo al pliego del paro nacional y para denunciar el frecuente asesinato de líderes sociales.[82]
- El 12 de octubre la Minga llegó a Cali, allí se les unieron indígenas del Valle del Cauca y Caldas y esperaron a que el presidente Iván Duque se presentara a un debate político. El mandatario nunca apareció.[82]
- El  domingo 18 de octubre en la tarde los mingueros arribaron a Bogotá, recibidos por vivas de miles de personas apostadas a lado y lado de las vías del sur de la ciudad y después de haber realizado manifestaciones en Armenia, Ibagué y Fusagasugá. El lunes 19 la movilización no se detuvo. En caravanas, con banderas verdes y rojas y wiphalas, resguardados por la Guardia Indígena más grande del país, con sus bastones de mando, llegaron al centro de la capital. La silla para el presidente Duque permaneció vacía en el centro de la plaza.[83]
- El 21 de octubre las centrales de trabajadores convocaron a un Paro Nacional, en solidaridad con la Minga y con la huelga de los mineros de carbón de El Cerrejón. En Bogotá se cumplió el paro y se realizó una gran manifestación con la participación de la Minga y de los indígenas Misak que habían llegado a la capital el día anterior. La Minga regresó posteriormente al Cauca.[84]
- El 22 de octubre, para sorpresa del gobierno, los indígenas Misak tomaron por 7 horas el Aeropuerto Internacional El Dorado coreando la consigna “somos la fuerza de la gente, somos la Minga, somos el paro nacional”.[85][86]

## Responsabilidades
A la fecha no se ha dado con los responsables de los múltiples homicidios ocurridos en la noche del 9 de septiembre de 2020. El presidente Iván Duque y su gobierno no asumieron, por el momento, ninguna responsabilidad frente a los hechos.

### Responsabilidad por los disturbios
Representantes del gobierno nacional, como Miguel Ceballos, alto comisionado para la Paz, y Carlos Holmes Trujillo, ministro de Defensa, atribuyen la responsabilidad por los disturbios a grupos armados como las disidencias de las FARC-EP y el ELN. El general Gustavo Moreno, director encargado de la Policía Nacional, atribuyó los disturbios a "colectivos populares" cuya estructura y funcionamiento, según él, guardan similitudes con los de los colectivos chavistas. Por su parte, Hugo Acero, secretario de Seguridad de Bogotá, manifestó que hubo "organización y sistematicidad" en los ataques a los CAI. En su cuenta de Twitter, declaró que el ELN "(...) pretende capitalizar las protestas legítimas de la ciudadanía”. También se habló de incitación desde las redes sociales.
Sectores de oposición al Gobierno Nacional encabezados por Gustavo Petro responsabilizan al gobierno de Iván Duque por las protestas y exigen la renuncia del ministro de Defensa. Por su parte, políticos del Centro Democrático partido de gobierno, y de Alianza Verde, partido de la alcaldesa de Bogotá, Claudia López, acusan a Gustavo Petro y a sus seguidores de utilizar las redes sociales para promover manifestaciones y acciones violentas. No obstante, en su defensa, Gustavo Petro ha declarado que las protestas son espontáneas y que su objetivo es dar a conocer los hechos ocurridos durante las manifestaciones, además de invitar a darle apoyo a la alcaldesa ya que fue la mandataria elegida y a quien debería escuchar la Fuerza Pública y el gobierno de Duque.
Habitantes de Bogotá denuncian que miembros de la Policía promueven la violencia en las manifestaciones. Registros en video señalan a civiles y policías haciendo uso de las mismas armas de fuego. También existen grabaciones en video que muestran a presuntos miembros de la Policía entregando armas a personas vestidas como civiles. El distrito, a través de Hugo Acero, se desmarca de estas acusaciones señalando que "han sido hechos que se han presentado de manera particular y como tal deben ser investigados y sancionados".
El 15 de septiembre Pablo Beltrán comandante del ELN niega vinculación del ELN a las protestas. Mientras el 24 de septiembre,en un audio de alias Uriel, comandante del Frente Occidental del Ejército de Liberación Nacional (ELN), reconoce la participación de las milicias del ELN en las protestas del 9 y 10 de septiembre en los ataques a los CAI junto a sectores populares. El 25 de septiembre en una entrevista alias Uriel menciona que el ELN no se atribuye los hechos, pero apoya la protesta social. En un comunicado varias organizaciones sociales rechazó cualquier atribución del ELN de las protestas en inconformidad social y el rechazo a la brutalidad policial.

### Responsabilidad por la brutalidad policial
Por su parte el Gobierno de Claudia López en calidad de máxima autoridad de Policía de la ciudad de Bogotá, le exigió a la Fuerza Pública que no hiciese uso de armas letales y manifestó que hubo uso indiscriminado de armas de fuego por parte de la Policía Nacional.  El general Gustavo Moreno, director encargado de la Policía Nacional, pidió perdón por la muerte de Javier Ordóñez. La alcaldesa Claudia López pidió perdón a las víctimas de la violencia policial en Bogotá. Los sectores de oposición al gobierno piden la renuncia de Carlos Holmes Trujillo, ministro de Defensa, al no acatar un fallo emitido por la Corte Suprema y la situación de orden público en el país.

## Consecuencias
En medio de una ola de críticas y controversias, se ha solicitado la renuncia del ministro de defensa de Colombia, Carlos Holmes Trujillo, a través de la plataforma Change.org.

## Propuesta de reforma policial
Se propone una reforma desde el Congreso de la República al régimen disciplinario de la Policía Nacional de Colombia, (que para varios analistas en Colombia tiene un carácter más militar que civil), con propuestas como una veeduría ciudadana para los casos de abuso de autoridad, proceso de selección y capacitación en el uso de la fuerza. Igualmente se propone que tenga participación ciudadana ya que aparte de las reformas a la institución a principios de los 90s y en 2003, se han realizado comisiones presidenciales sobre el tema con pocos resultados. Iván Duque rechazó una propuesta de reforma realizada por Claudia López, alcaldesa de Bogotá. La propuesta de Claudia López contempla un cambio en el ordenamiento legal de la policía y acompañamiento de la Procuraduría, Defensoría y Personería en el proyecto de reforma que se presente en el congreso de la República. Existe también la propuesta de trasladar a la policía del ministerio de defensa al ministerio del interior para que tenga mayor control civil, lo cual genera críticas de algunos sectores y apoyo de otros.

## Pronunciamientos
Organizaciones internacionales, como la CIDH, Amnistía Internacional y la Unión Europea, han condenado los actos de tortura y el uso excesivo de la fuerza por parte de la fuerza pública a la población civil. Varios medios y políticos se refieren a estos acontecimientos como 'la masacre de Bogotá'.